# Flagship Studios
Flagship Studios (укр. Флайґшіп Стюдіос) — американська компанія, розробник комп'ютерних ігор. Заснована Білом Ропером спільно з Максом Шефером, Еріком Шефером і Девідом Бревіком, які до цього були високопоставленими співробітниками Blizzard North, які розробляли серію ігор Diablo. Працювати спільно в команді вони почали в 1993 році, коли заснували компанію Condor Studios, пізніше придбану Blizzard Entertainment і перейменовану в Blizzard North. Flagship Studios була заснована після звільнення частини співробітників Blizzard North через розбіжності між Blizzard Entertainment і Vivendi, причиною яких стали сумніви Vivendi щодо деяких проектів Blizzard North. Основна платформа для якої Flagship Studios розробляла ігри — PC.
Для інтеграції на міжнародний ринок були укладені партнерські відносини з Namco Hometek і HanbitSoft. Flagship Studios була визнана банкрутом в серпні 2008 року.